# Phasia grazynae
Phasia grazynae là một loài ruồi trong họ Tachinidae.